# Cystopteridaceae
Famille
Genres de rang inférieur
La famille des Cystoptéridacées ou Cystopteridaceae est une petite famille de fougères appartenant à l'ordre des Polypodiales, dans la classe des Polypodiopsida. Ces plantes se rencontrent principalement dans les régions tempérées de l'hémisphère nord, mais certaines espèces s'étendent à des zones subtropicales.

## Taxonomie

### Historique
La famille des Cystoptéridacées a été décrite pour la première fois par le botaniste autrichien Carl Borivoj Presl en 1847. Sa description figure dans son ouvrage intitulé Tentamen Pteridographiae, un travail majeur de l'époque sur la classification des fougères. Presl a défini cette famille en se basant sur des caractéristiques morphologiques distinctives des spores et des frondes.

### Caractéristiques générales
Les fougères de la famille des Cystoptéridacées se distinguent par les caractéristiques suivantes :
- Frondes : composées, finement divisées (1 à 3 fois pennées), avec des segments souvent lobés ou dentés. Les frondes peuvent mesurer de 10 à 60 cm de longueur et sont généralement disposées en rosette basale.
- Pétioles : grêcles et flexibles, souvent brunâtres à la base, devenant verts vers le sommet.
- Sores : souvent couvertes par une indusie translucide.
- Rachis : mince et souvent flexueux, parfois avec de petites écailles à la base.
- Rhizomes : rampants à courts, souvent recouverts d’écailles brunâtres ou noires.

### Relations phylogénétiques
Les Cystoptéridacées sont proches des familles comme les Aspleniaceae et les Woodsiaceae, avec lesquelles elles partagent plusieurs traits morphologiques et physiologiques. Les études de phylogénie basées sur l'ADN ont contribué à clarifier les relations au sein de cette famille et avec d'autres groupes de fougères.

### Genres
La famille des Cystoptéridacées fait partie de l'ordre des Polypodiales. Elle regroupe généralement les genres suivants :
- Cystopteris : Le genre type de la famille, comprenant environ 10 à 15 espèces. Ces fougères se caractérisent par leurs frondes délicatement divisées et leurs sores recouverts par une indusie translucide.
- Gymnocarpium : Reconnu pour ses frondes triangulaires ou en forme de cœur, ce genre compte environ 5 à 10 espèces, présentes dans les régions tempérées de l’hémisphère nord.
- Holodictyum : Un genre monotypique ou comprenant peu d'espèces, trouvé principalement dans les régions montagneuses d'Asie tropicale. Ce genre reste encore peu étudié.

A noter que le genre Acystopteris regroupait des fougères autrefois incluses dans Cystopteris. Il est surtout présent en Asie orientale et en Amérique du Nord. Les espèces de ce genre se distinguent par l'absence d'une indusie protégeant les sores.

## Distribution et habitat
Les Cystoptéridacées poussent typiquement dans des habitats rocheux, tels que les falaises, les éboulis ou les sols calcaires, et elles préfèrent des conditions relativement humides. Ces caractéristiques leur permettent de s'adapter à des environnements souvent difficiles.
Les espèces de Cystoptéridacées se trouvent principalement dans l'hémisphère nord. Leur aire de répartition inclut l'Amérique du Nord (des États-Unis au Canada), l'Europe (notamment dans les régions montagneuse) et l’Asie où elles sont présentes des zones tempérées aux zones subtropicales. Certaines espèces peuvent également s'étendre à des habitats tropicaux en altitude.

## Annexe